# Petalophthalmus macrops
Petalophthalmus macrops is een aasgarnalensoort uit de familie van de Petalophthalmidae. De wetenschappelijke naam van de soort is voor het eerst geldig gepubliceerd in 1991 door Tchindonova & Vereshchaka.